# Интернасьонал Лимейра
«Интернасьона́л» Лиме́йра (порт. Associação Atlética Internacional (Limeira)) — бразильский футбольный клуб из города Лимейра, штат Сан-Паулу. В настоящий момент клуб выступает в Серии D чемпионата Бразилии.

## История
Клуб был основан 5 октября 1913 года и назван в честь клуба из Сан-Паулу, основанного в 1899 году (но не в честь клуба из Порту-Алегри, ныне являющегося одним из сильнейших клубов Бразилии и мира — эта команда была образована только в 1909 году и к 1913 ещё не достигла нынешней славы).
В 1986 году «Интернасьонал Лимейра» единственный раз в своей истории выиграл чемпионат штата Сан-Паулу. В том же году Интер пробился в Серию A чемпионата Бразилии. В 1986 году официально чемпион в Серии B выявлен не был — «Трези», «Сентрал», «Интернасьонал Лимейра» и «Крисиума» стали победителями в своих группах и автоматически квалифицировались в Серию А в том же году. Закрепиться в элите не удалось, но в 1988 году «Интер Лимера» выиграл, на этот раз единолично, Серию B и опять вернулся в высший эшелон бразильского футбола.

## Достижения
- Чемпион Серии B Бразилии (1): 1986, 1988
- Чемпион штата Сан-Паулу (2): 1986
- Чемпион штата Сан-Паулу в Серии A2 (3): 1978, 1996, 2004
- Чемпион штата Сан-Паулу в Серии A3 (1): 1966
- Молодёжный кубок Белу-Оризонти (1): 1990